# Донн Котайд мак Катайл
Донн Котайд мак Катайл (др.‑ирл. Donn Cothaid mac Cathail; умер в 773) — король Коннахта (768—773) из рода Уи Фиахрах.

## Биография
Донн Котайд был сыном Катала мак Айлелло и правнуком правителя Коннахта Дунхада Муриски. Он принадлежал к септу Уи Фиахрах Муаде, земли которого располагались в устье Моя.
Донн Котайд мак Катайл получил власть над Коннахтом в 768 году, после смерти короля Дуб-Индрехта мак Катайла из рода Уи Бриуйн. Об обстоятельствах перехода власти в королевстве от представителя Уи Бриуйн к члену рода Уи Фиахрах средневековые исторические источники подробностей не сообщают.
О правлении Донн Котайда мак Катайла известно очень мало. По свидетельству ирландских анналов, в 772 году в Коннахте был «во второй раз провозглашён закон святого Коммана». Этим актом в королевстве вводилось обязательное исполнение свода правил, разработанного Комманом Роскоммонским.
В 772 году анналы упоминают о смерти двух коннахтских правителей, короля Уи Мане Аэда Айлгина и короля Уи Фиахрах Айдне Арта мак Флайтниа. По данным «Анналов четырёх мастеров», они оба были убиты.
Донн Котайд мак Катайл скончался в 773 году. Он был последним представителем рода Уи Фиахрах, владевшим титулом короля всего Коннахта. Преемником Донн Котайда на престоле королевства стал Флатри мак Домнайлл из Уи Бриуйн.
Сын Донн Котайда мак Катайла, погибший в 787 году Катмуг (или Коннмах), в средневековых источниках упоминается только как король Уи Фиахрах.